# Liste der Naturdenkmale in Kevelaer

Stadtwappen Kevelaer

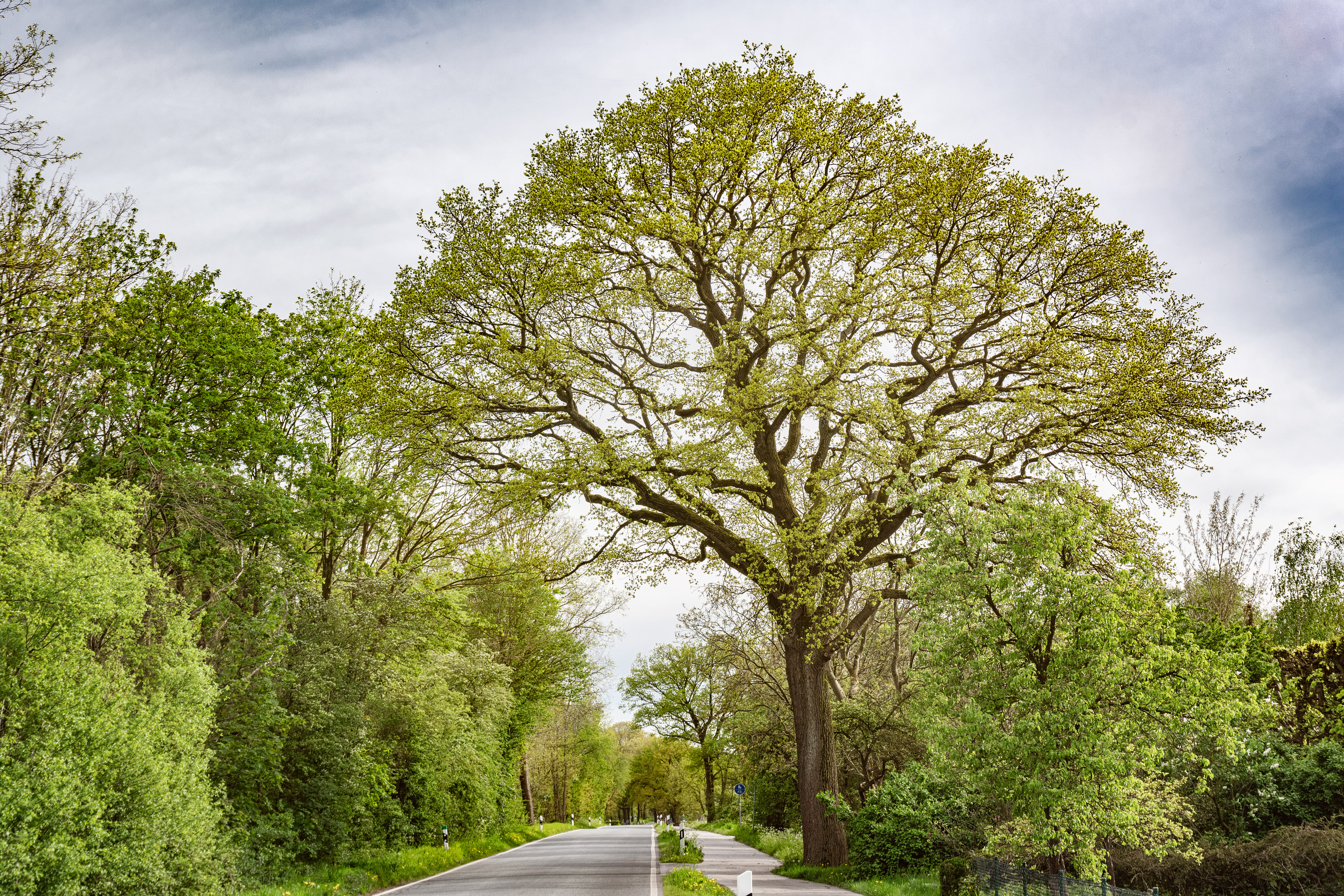
Naturdenkmal ND12 Kevelaer

Die Liste der Naturdenkmale in Kevelaer enthält die Naturdenkmale aus dem Landschaftsplan Nr. 11 des Kreis Kleve. Rechtskraft seit 23. September 2009. (Stand Oktober 2009)
In ihr sind besondere Bäume, Baumgruppen, Alleen und eine Feldhecke an 38 verschiedenen Standorten gelistet. Sie beeindrucken durch ihre Schönheit, Eigenart und Seltenheit oder sind aus wissenschaftlichen, kulturhistorischen oder ökologischen Gründen von Bedeutung.
| Denkmal-Nummer | Ort / Lage | Bezeichnung des ND            | Anzahl | Art | Eingetragen seit | Schutzgrund                                                                                               | Beschreibung | Bild                                    |
| -------------- | --- | ----------------------------- | ------ | --- | ---------------- | --- | --- | --------------------------------------- |
| ND 1           | Kevelaer-Keylaer am Schwarzwaldhof, Keylaer, nordwestlich von Kevelaer Karte                                                                            | Naturdenkmal Esskastanien     | 2      | Edelkastanie (Castanea sativa)                                                                                                  | 2009             | Landeskundliche Bedeutung Kulturhistorische Bedeutung Seltenheit Schönheit                                | Umfang: ca. 460 bzw. 485 cm Höhe: je ca. 20 m Kronendurchmesser: ca. 13 m bzw. 15 m | Fotos hochladen                         |
| ND 2           | Kevelaer-Keylaer an der Großen Dondert, Byfangsweg, südwestlich vom Bivanghof, nordwestlich von Kevelaer Karte                                          | Naturdenkmal Stieleichen      | 2      | Stieleiche (Quercus robur) | 2009             | Seltenheit Eigenart Schönheit                                                                             | Umfang: ca. 270 bzw. 320 cm Höhe: je ca. 20 m Kronendurchmesser: ca. 14 m bzw. 24 m | Fotos hochladen                         |
| ND 3           | Kevelaer-Keylaer vor dem Bollenhof, südlich vom Byfangsweg / Bach „Große Dondert“ Karte                                                                 | Naturdenkmal Stieleichen      | 2      | Stieleiche (Quercus robur) | 2009             | Seltenheit Eigenart Schönheit                                                                             | Umfang: ca. 280 bzw. 330 cm Höhe: ca. 20 m Kronendurchmesser: ca. 12 m bzw. 18 m | Fotos hochladen                         |
| ND 4           | Kevelaer-Twisteden Allee an einem Waldstück im Schwarzen Bruch südlich Weller Landstraße Karte                                                          | Naturdenkmal Stieleichenallee | 61     | Stieleiche (Quercus robur) | 2009             | Seltenheit Eigenart Schönheit                                                                             | Umfang: ca. 110 – 240 cm Höhe: je ca. 20 m Kronendurchmesser: ca. 4 – 15 m | Fotos hochladen                         |
| ND 5           | Kevelaer-Twisteden Wall im Schwarzen Bruch nordöstlich von Twisteden, westlich der Twistedener Straße Karte                                             | Naturdenkmal Baumreihe        | 79     | 75 × Stieleiche (Quercus robur) 2 × Baumweide (Salix spec.) 1 × Schwarzpappel (Populus nigra) 1 × Weißdorn (Crataegus monogyna) | 2009             | Landeskundliche Bedeutung Kulturhistorische Bedeutung Seltenheit Eigenart Schönheit                       | Höhe: Eichen: ca. 10 – 20 m Weiden: ca. 10 bzw. 15 m Pappel: ca. 18 m Weißdorn: ca. 5 m | Fotos hochladen                         |
| ND 6           | Kevelaer-Twisteden zwischen Kerstenhof und Bollenhof, Gerberweg / In der Heide, südlich des Traberpark „Den Heyberg“ am ehemaligen Militärgelände Karte | Naturdenkmal Stieleiche       | 1      | Stieleiche (Quercus robur) | 2009             | Seltenheit Eigenart Schönheit                                                                             | Umfang: ca. 315 cm Höhe: ca. 20 m Kronendurchmesser: ca. 19 m | Fotos hochladen                         |
| ND 7           | Kevelaer-Twisteden vor einem Hof am Südende des Weges Am Meer westlich von Twisteden Karte                                                              | Naturdenkmal Stieleiche       | 1      | Stieleiche (Quercus robur) | 2009             | Seltenheit Eigenart Schönheit                                                                             | Umfang: ca. 380 cm Höhe: ca. 20 m Kronendurchmesser: ca. 25 m | Fotos hochladen                         |
| ND 8           | Kevelaer-Twisteden entlang der Hofzufahrt Am Boltenberg, nähe Wankum, westlich von Twisteden, Nähe ND 7 Karte                                           | Naturdenkmal Esskastanien     | 8      | 7 × Edelkastanie (Castanea sativa) 1 × Stieleiche (Quercus robur)                                                               | 2009             | Seltenheit Eigenart Schönheit                                                                             | Umfang: ca.280 – 300 cm Höhe: ca. 12 – 14 m Kronendurchmesser: ca. 12 m | Fotos hochladen                         |
| ND 9           | Kevelaer-Twisteden am Neuenhof, Im Kuckkucksfeld, südwestlich von Twisteden Karte                                                                       | Naturdenkmal Winterlinde      | 1      | Winterlinde (Tilia cordata) | 2009             | Landeskundliche Bedeutung Kulturhistorische Bedeutung Seltenheit Schönheit                                | Umfang: ca. 280 cm Höhe: ca. 14 m Kronendurchmesser: ca. 9 m Hoflinde | Fotos hochladen                         |
| ND 10          | Kevelaer-Twisteden vor dem Neuenhof, Im Kuckucksfeld, westlich von Twisteden, Nähe ND 9 Karte                                                           | Naturdenkmal Stieleichen      | 2      | Stieleiche (Quercus robur) | 2009             | Seltenheit Eigenart Schönheit                                                                             | Umfang: ca. 305 bzw. 345 cm Höhe: je ca. 20 m Kronendurchmesser: ca. 17 m bzw. 19 m | Fotos hochladen                         |
| ND 11          | Kevelaer-Twisteden an einem Hof am Meersweg südwestlich von Twisteden Karte                                                                             | Naturdenkmal Winterlinden     | 2      | Winterlinde (Tilia cordata) | 2009             | Landeskundliche Bedeutung Kulturhistorische Bedeutung Seltenheit Schönheit                                | Einer der beiden Bäume musste laut Auskunft der Unteren Naturschutzbehörde vom 17. Mai 2021 wegen Pilzbefall gefällt werden. Vormalige Daten: Umfang: ca. 280 bzw. 300 cm Höhe: je ca. 15 m Kronendurchmesser: je ca. 10 m Hoflinden | Fotos hochladen                         |
| ND 12          | Kevelaer-Twisteden vor einem Hof am Maasweg, westlich des Vogelschutzgebietes Twisteden Karte                                                           | Naturdenkmal Stieleiche       | 1      | Stieleiche (Quercus robur) | 2009             | Seltenheit Eigenart Schönheit                                                                             | Umfang: ca. 300 cm Höhe: ca. 16 m Kronendurchmesser: ca. 18 m | Fotos hochladen                         |
| ND 13          | Kevelaer-Twisteden auf einer Obstwiese am Hof Bremt am Maasweg Karte                                                                                    | Naturdenkmal Esskastanie      | 1      | Edelkastanie (Castanea sativa)                                                                                                  | 2009             | Seltenheit Eigenart Schönheit                                                                             | Umfang: ca. 345 cm Höhe: ca. 18 m Kronendurchmesser: ca. 17 m | Fotos hochladen                         |
| ND 14          | Kevelaer-Twisteden am Maasweg nördlich des Sinderikshofes Karte                                                                                         | Naturdenkmal Sommerlinde      | 1      | Sommerlinde (Tilia platophyllos)                                                                                                | 2009             | Seltenheit Eigenart Schönheit                                                                             | Der Baum existiert laut Auskunft der Unteren Naturschutzbehörde vom 11. Mai 2021 nicht mehr. Ehemalige Daten: Umfang: ca. 285 cm Höhe: ca. 20 m Kronendurchmesser: ca. 20 m                                                          | Fotos hochladen                         |
| ND 15          | Kevelaer-Twisteden am Maasweg südwestlich von Twisteden Karte                                                                                           | Naturdenkmal Sommerlinde      | 1      | Sommerlinde (Tilia platophyllos)                                                                                                | 2009             | Seltenheit Eigenart Schönheit                                                                             | Umfang: ca. 270 cm Höhe: ca. 20 m Kronendurchmesser: ca. 23 m | Fotos hochladen                         |
| ND 16          | Kevelaer-Twisteden nördlich des Rätshofes, südlich von Twisteden Karte                                                                                  | Naturdenkmal Feldhecke        | 1      | Feldhecke mit verschiedenen Bäumen und Heckensträuchern                                                                         | 2009             | Landeskundliche Bedeutung Kulturhistorische Bedeutung Ökologische Bedeutung Seltenheit Eigenart Schönheit | 3 – 5 Meter breite Feldhecke bestehend aus Hainbuche, Hollunder, Weißdorn, Liguster und bis zu 15 m hohen Bäumen wie Eiche, Weide, Edelkastanie und Stechpalme.                                                                      | Fotos hochladen                         |
| ND 17          | Kevelaer-Twisteden am Rätshof südlich von Twisteden Karte                                                                                               | Naturdenkmal Winterlinden     | 3      | Winterlinde (Tilia cordata) | 2009             | Landeskundliche Bedeutung Kulturhistorische Bedeutung Seltenheit Eigenart Schönheit                       | Umfang: ca. 300 cm, 305 cm und 320 cm Höhe: je ca. 18 m Kronendurchmesser: je ca. 10 m Hoflinden | Fotos hochladen                         |
| ND 18          | Kevelaer-Berendonk am Westufer der Dondert nordwestlich des Slotshofes Karte                                                                            | Naturdenkmal Stieleiche       | 1      | Stieleiche (Quercus robur) | 2009             | Seltenheit Eigenart Schönheit                                                                             | Umfang: ca. 340 cm Höhe: ca. 25 m Kronendurchmesser: ca. 19 m | Fotos hochladen                         |
| ND 19          | Kevelaer-Berendonk freistehend auf einer Wiese an der Dondert, südwestlich des Endschenhofes Karte                                                      | Naturdenkmal Stieleiche       | 1      | Stieleiche (Quercus robur) | 2009             | Seltenheit Eigenart Schönheit                                                                             | Umfang: ca. 345 cm Höhe: ca. 25 m Kronendurchmesser: ca. 23 m | BW                                      |
| ND 20          | Kevelaer-Wetten an der Alten Veerter Straße nördlich des Stellenhofs Karte                                                                              | Naturdenkmal Blutbuche        | 1      | Blutbuche (Fagus sylvatica f. purpurea)                                                                                         | 2009             | Seltenheit Schönheit                                                                                      | Umfang: ca. 290 cm Höhe: ca. 12 m Kronendurchmesser: ca. 15 m | Fotos hochladen                         |
| ND 21          | Kevelaer-Wetten vor einem Hof in der Alten Willik innerhalb eines Wildgeheges in der Niersniederung nördlich von Veert Karte                            | Naturdenkmal Stieleiche       | 1      | Stieleiche (Quercus robur) | 2009             | Seltenheit Eigenart Schönheit                                                                             | Umfang: ca. 350 cm Höhe: ca. 15 m Kronendurchmesser: ca. 12 m | Fotos hochladen                         |
| ND 22          | Kevelaer-Wetten am Waldrand östlich des Hof Anstots, Horster Weg, südlich von Wetten Karte                                                              | Naturdenkmal Stieleiche       | 1      | Stieleiche (Quercus robur) | 2009             | Seltenheit Eigenart Schönheit                                                                             | Umfang: ca. 400 cm Höhe: ca. 24 m Kronendurchmesser: ca. 23 m | Fotos hochladen                         |
| ND 23          | Kevelaer-Wetten an der Wegegabelung südlich Hof Hölzert, Hölzertweg Karte                                                                               | Naturdenkmal Stieleiche       | 1      | Stieleiche (Quercus robur) | 2009             | Seltenheit Eigenart Schönheit                                                                             | Umfang: ca. 300 cm Höhe: ca. 20 m Kronendurchmesser: ca. 19 m | Fotos hochladen                         |
| ND 24          | (gestrichen) |                               |        | |                  | | | Direkt Bild zu diesem Denkmal hochladen |
| ND 25          | Kevelaer-Wetten vor einem Hof am Op den Heidschlag an der Issumer Fleuthniederung östlich von Wetten Karte                                              | Naturdenkmal Winterlinde      | 1      | Winterlinde (Tilia cordata) | 2009             | Landeskundliche Bedeutung Kulturhistorische Bedeutung Seltenheit Schönheit                                | Umfang: ca. 290 cm Höhe: ca. 13 m Kronendurchmesser: ca. 10 m Hoflinde | Fotos hochladen                         |
| ND 26          | Kevelaer-Winnekendonk am Roghmannshof, Niersstraße, an der Niersniederung, östlich von Kevelaer Karte                                                   | Naturdenkmal Blutbuche        | 1      | Blutbuche (Fagus sylvatica f. purpurea)                                                                                         | 2009             | Seltenheit Eigenart Schönheit                                                                             | Der Baum musste laut Auskunft der Unteren Naturschutzbehörde vom 17. Mai 2021 wegen Pilzbefall gefällt werden. Ehemalige Daten: Umfang: ca. 350 cm Höhe: ca. 15 m Kronendurchmesser: ca. 10 m                                        | Fotos hochladen                         |
| ND 27          | Kevelaer-Winnekendonk gegenüber dem Roghmannshof, Niersstraße, an der Niersniederung, östlich von Kevelaer Karte                                        | Naturdenkmal Winterlinde      | 1      | Winterlinde (Tilia cordata) | 2009             | Landeskundliche Bedeutung Kulturhistorische Bedeutung Seltenheit Schönheit                                | Umfang: ca. 300 cm Höhe: ca. 16 m Kronendurchmesser: ca. 9 m | Fotos hochladen                         |
| ND 28          | Kevelaer-Winnekendonk am Spanshof, Niersstraße, an der Niersniederung östlich von Kevelaer Karte                                                        | Naturdenkmal Winterlinden     | 2      | Winterlinde (Tilia cordata) | 2009             | Landeskundliche Bedeutung Kulturhistorische Bedeutung Seltenheit Schönheit                                | Umfang: je ca. 280 cm Höhe: je ca. 15 m Kronendurchmesser: je ca. 8 m | Fotos hochladen                         |
| ND 29          | Kevelaer-Winnekendonk am Landwehrhof, Niersstraße, am Schravelener Niersweg, östlich von Kevelaer Karte                                                 | Naturdenkmal Einzelbäume      | 2      | 1 × Sommerlinde (Tilia platophyllos) 1 × Edelkastanie (Castanea sativa)                                                         | 2009             | Seltenheit Eigenart Schönheit                                                                             | Sommerlinde: Umfang: ca. 345 cm Höhe: ca. 18 m Kronendurchmesser: ca. 20 m Edelkastanie: Umfang: ca. 270 cm Höhe: ca. 22 m Kronendurchmesser: ca. 22 m                                                                               | Fotos hochladen                         |
| ND 30          | Kevelaer-Winnekendonk an der Försterei Alt Wetten im Altwettener Busch, Altwettener-Weg Karte                                                           | Naturdenkmal Stieleichen      | 3      | Stieleiche (Quercus robur) | 2009             | Seltenheit Eigenart Schönheit                                                                             | Umfang: ca. 315 cm – 410 cm Höhe: je ca. 20 m Kronendurchmesser: ca. 17 – 21 m | Fotos hochladen                         |
| ND 31          | Kevelaer-Winnekendonk im Alt Wettener Busch, westlich Altwettener-Weg Karte                                                                             | Naturdenkmal Rotbuchen        | 4      | Rotbuche (Fagus sylvatica) | 2009             | Naturgeschichtliche Bedeutung Seltenheit Eigenart Schönheit                                               | Zwei der Bäume sind laut Auskunft der Unteren Naturschutzbehörde vom 17. Mai 2021 umgestürzt bzw. abgebrochen. Umfang: ca. 345 cm – 440 cm Höhe: je ca. 20 m Kronendurchmesser: ca. 18 – 28 m                                        | Fotos hochladen                         |
| ND 32          | Kevelaer-Winnekendonk am Waldrand am Altwettener-Weg, Nähe ND 31 Karte                                                                                  | Naturdenkmal Stieleichen      | 3      | Stieleiche (Quercus robur) | 2009             | Seltenheit Eigenart Schönheit                                                                             | Einer der Bäume ist laut Auskunft der Unteren Naturschutzbehörde vom 17. Mai 2021 abgestorben. Umfang: ca. 290 cm – 310 cm Höhe: je ca. 20 m Kronendurchmesser: ca. 13 – 19 m                                                        | Fotos hochladen                         |
| ND 33          | Kevelaer-Winnekendonk am nördlichen Waldrand des Alt Wettener Busches südöstlich von Wetten, Nähe ND 32 Karte                                           | Naturdenkmal Rotbuche         | 1      | Rotbuche (Fagus sylvatica) | 2009             | Naturgeschichtliche Bedeutung Seltenheit Eigenart Schönheit                                               | Umfang: ca. 420 cm Höhe: ca. 18 m Kronendurchmesser: ca. 11 m | Fotos hochladen                         |
| ND 34          | Kevelaer-Winnekendonk am Hoffmannshof östlich von Winnekendonk Karte                                                                                    | Naturdenkmal Winterlinden     | 2      | Winterlinde (Tilia cordata) | 2009             | Landeskundliche Bedeutung Kulturhistorische Bedeutung Seltenheit Schönheit                                | Umfang: je ca. 320 cm Höhe: je ca. 15 m Kronendurchmesser: je ca. 10 m. Bäume stehen auf Privatgrundstück, von öffentlichen Wegen aus nicht einsehbar.                                                                               | Fotos hochladen                         |
| ND 35          | Kevelaer-Winnekendonk am Hossenhof, nordöstlich von Winnekendonk an der K 49 (Hestert) Karte                                                            | Naturdenkmal Winterlinden     | 2      | Winterlinde (Tilia cordata) | 2009             | Landeskundliche Bedeutung Kulturhistorische Bedeutung Seltenheit Schönheit                                | Umfang: ca. 280 cm bzw. 300 cm Höhe: je ca. 14 m Kronendurchmesser: je ca. 10 m | Fotos hochladen                         |
| ND 36          | Kevelaer-Winnekendonk am Jägerhof, nordöstlich von Winnekendonk an der K 49 (Hestert) Karte                                                             | Naturdenkmal Winterlinden     | 3      | Winterlinde (Tilia cordata) | 2009             | Landeskundliche Bedeutung Kulturhistorische Bedeutung Seltenheit Schönheit                                | Umfang: je ca. 300 cm Höhe: je ca. 15 m Kronendurchmesser: je ca. 7 m Hoflinden | BW                                      |
| ND 37          | Kevelaer-Achterhoek an der Südseite eines verfallenen Gehöftes nordwestlich vom Tönneshof, Alter Kapellener Weg Karte                                   | Naturdenkmal Sommerlinden     | 2      | Sommerlinde (Tilia platophyllos)                                                                                                | 2009             | Landeskundliche Bedeutung Kulturhistorische Bedeutung Seltenheit Schönheit                                | Umfang: ca. 330 cm bzw. 410 cm Höhe: je ca. 20 m Kronendurchmesser: je ca. 11 m Hoflinden | Fotos hochladen                         |
| ND 38          | Kevelaer-Achterhoek an der Geländekante am Westufer der Issumer Fleuth, nördlich Hoenselaermühle Karte                                                  | Naturdenkmal Sommerlinde      | 1      | Sommerlinde (Tilia platophyllos)                                                                                                | 2009             | Seltenheit Eigenart Schönheit                                                                             | Der Baum ist laut Auskunft der Unteren Naturschutzbehörde vom 17. Mai 2021 umgestürzt. Ehemalige Daten: Umfang: ca. 285 cm Höhe: ca. 18 m Kronendurchmesser: ca. 13 m                                                                | Fotos hochladen                         |
| ND 39          | Kevelaer-Achterhoek am Hof Wankum, Am Mühlenwasser, westlich von Kapellen, innerhalb der Issumer Fleuthniederung Karte                                  | Naturdenkmal Esskastanien     | 2      | Edelkastanie (Castanea sativa)                                                                                                  | 2009             | Landeskundliche Bedeutung Kulturhistorische Bedeutung Seltenheit Schönheit                                | Umfang: je ca. 300 cm Höhe: je ca. 13 m Kronendurchmesser: je ca. 12 m. Bäume stehen auf Privatgrundstück, von öffentlichen Wegen aus nicht einsehbar.                                                                               | Fotos hochladen                         |